# Velký Taxisův příkop

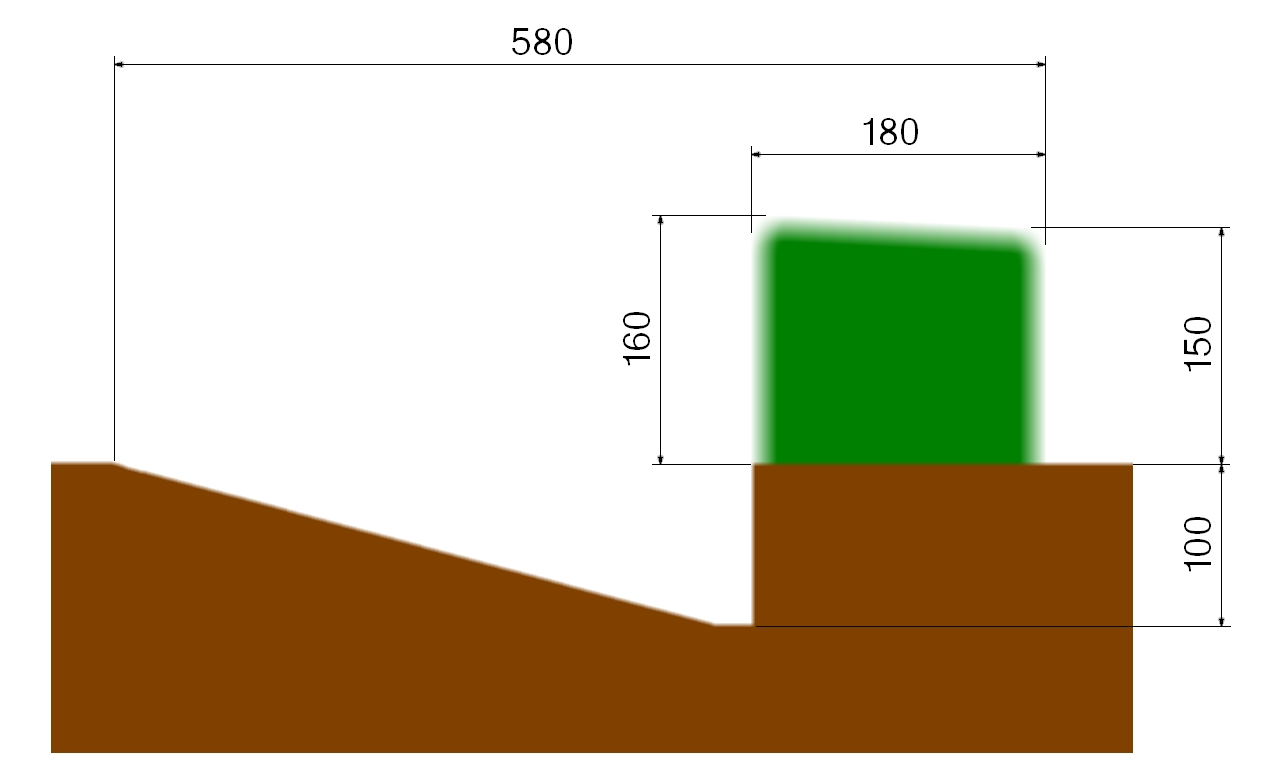
Nákres Velkého Taxisova příkopu

Velký Taxisův příkop, nebo také Taxisův příkop či prostě Taxis, je v pořadí čtvrtou překážkou kurzu Velké pardubické steeplechase a zároveň jejím nejznámějším skokem, pojmenovaným po princi Egonu Thurn-Taxisovi. Jako jediná překážka pardubického závodiště se skáče jen jednou v roce a v jediném dostihu.

## Historie Taxisova příkopu
U zrodu Velké pardubické, která se poprvé konala v roce 1874, stáli princ Emil Egon Fürstenberg a hrabata Maxmilián Ugarte a Carl Trauttmansdorff . Roku 1874 prolezl Taxisův příkop bez skoku The Vet . Již tehdy se v kurzu objevil „Hlavní příkop,“ časem zvaný také „Oplocený příkop“, „Velký příkop“ či „Tribunní skok“.[zdroj?] Po prvním ročníku se rozpoutala diskuse o jeho zrušení, které požadovali zvláště mladší jezdci v čele s Emilem Fürstenbergem. Jejich oponenti ovšem prosadili zachování příkopu. Princ Egon Thurn-Taxis (1832–1892) tehdy údajně pronesl výrok: „Pánové, já tento skok už nikdy překonávat nebudu, a jak se tak dívám kolem sebe, tak vy také ne. Nevidím tedy důvod, proč bychom jej měli rušit a někomu něco ulehčovat.“ Egon Thurn-Taxis od roku 1871 v Pardubicích nepůsobil, takže pravděpodobně jde o smyšlený výrok, v průběhu času připisovaný různým osobám . 
Osmnáct let poté, v roce 1892, byla překážka poprvé oficiálně označena jeho jménem.[zdroj?]
Taxisův příkop se dnes skáče jen jednou v roce při Velké pardubické. Krátce po jejím založení (1874) byl ale součástí kurzů dalších dostihů. V letech 1912–1913 se dostih jel dvakrát ve stejném kurzu (tedy včetně Taxisova příkopu) pod názvy Pardubická steeplechase armády a Velká pardubická.
Občas se v příkopu nalézala voda. Kniha k výročí závodu uvádí vyobrazení příkopu s vodou, které je datováno před rokem 1913. Podle tisku z roku 1925 obsahoval příkop i vodu: „... pověstný Taxisův příkop, který vodou přeplněn dosahoval šířky 6 metrů.“ Fotografie z roku 1929 ukazuje „skok přes obávaný Thurn Taxisův vodní příkop.“ I roku 1958 je zmiňováno: „Jen nejlepší z nejlepších zdolají Taxisův příkop – 1,5 m vysoký živý plot s pětimetrovým vodním příkopem.“
Roku 1928 píše tisk: „Taxisův příkop vyžádá si každý rok několik obětí, ale málokdy se zraní kůň nebo jezdec.“

## Parametry překážky
Původně se jednalo o 200 cm hluboký a 500 cm dlouhý příkop, skrytý za 150 cm vysokým i dlouhým živým plotem, který nahradil proutěnou překážku z roku 1874 někdy před rokem 1892. Kůň s jezdcem tak museli překonat takřka osmimetrovou vzdálenost, aby v pořádku doskočili opět na rovinu. Kůň musel při doskoku přenést váhu na všechny čtyři nohy, jinak docházelo k pádu. Příkop za plotem navíc mohl koně překvapit a polekat, stejně jako hloubka překážky, ze které se kůň jen těžko dostává.
Dnešní Taxisův příkop je kratší a jeho doskoková hrana byla zmírněna. Živý plot je na odskoku vysoký 150 cm a dlouhý 180 cm. Jeho zadní hrana je o deset centimetrů vyšší a následuje za ním metr hluboký příkop – propast má tedy hloubku 260 cm oproti předchozím 360 cm. Její délka je 400 cm a směrem k doskočišti její dno stoupá. Pro koně představuje překážku celkem 150–160 cm vysokou a 580 cm dlouhou, resp. širokou (oproti předchozím 650 cm).

## Tajemství Taxisova příkopu
Klíčovým momentem pro jeho překonání je správné najetí na tuto překážku a dostatečná rychlost. K tomuto tématu se již několikrát vyslovil žokej Josef Váňa, který radí Taxis skákat vpravo. Eva Palyzová pro změnu volila levou stranu (v rozhovoru s Vladimírem Davidem v roce 1987). Váňa jej s různými koňmi absolvoval mnohokrát, naposledy v roce 2014, ve svých téměř 62 letech. V roce 1992 pronikli na dostihovou dráhu demonstranti za práva zvířat a způsobili incident, kvůli němuž právě na Taxisu přišel Železník pod Josefem Váňou o možnost svého pátého vítězství ve Velké pardubické. V příštím roce byly některé překážky – včetně Taxisu – upraveny a sníženy. Skok má přesto dodnes pověst nejtěžší překážky kurzu Velké pardubické, i když někteří jezdci připouští, že překonání Hadího příkopu bývá problematičtější.

## Taxis mimo trénink
Na pardubickém závodišti je možné s koňmi trénovat, ovšem Taxisův příkop se skákat neskáče. Dvěma výjimkami byla sázka před první světovou válkou a povolení pro jezdkyni Kržovou s valachem Santosem v roce 1985. Její pokus skončil neúspěšně. Po roce 1946 byla před Taxisem cedule, zakazující jeho tréninkové skákání. V posledních letech už zde cedule není, ale považuje se to za všeobecně známé pravidlo. Po roce 1989 nikdo o tréninkové skákání Taxisu představenstvo pardubického závodiště nepožádal.
Trénink na Taxis tak probíhá u každého trenéra jinak. Trenér a žokej Josef Váňa v rozhovoru pro web tn-sport.cz uvedl nejdrastičtější způsob tréninku koní za účelem zdolání Taxisu z dob před listopadem 1989. Ruský trenér Laskov na závodišti v Rostově nutil koně skákat přes ostnaté dráty, aby nabrali dostatečnou výšku k překonání Taxisu. Ze dvou set koní trénink vydrželo deset.

## Různé verze Taxisova výroku
Thurn-Taxisův výrok byl vždy obecně známý, ovšem o jeho autorovi se občas vyskytly pochybnosti. V úvahu přicházeli princové Alexander, Egon a Max Egon Thurn-Taxisové. Major Miloš Svoboda, historik Velké pardubické a její dvojnásobný vítěz, však doložil, že větu pronesl Egon (německy jeho celé jméno zní Egon Maximilian Lamoral Prinz von Thurn und Taxis).
- „Jasnosti, vy ani já nebudeme už tuto překážku překonávati, a proto není důvodů, proč bychom ji měli vyřaditi a někomu ji ulehčovali.“ (Miloš Svoboda, 100 ročníků VPS, s. 180 – autor uvádí, že jde o volnou parafrázi Thurn-Taxisova výroku; oslovením „Jasnosti“ se princ obrátil na prince Emila Fürstenberga)
- „Pánové, já tento skok už nikdy překonávat nebudu, a jak se tak dívám kolem sebe, tak vy také ne. Nevidím tedy důvod, proč bychom jej měli rušit a někomu něco ulehčovat.“ (Martin Cáp, Velká pardubická bitva o koně a o Taxis, Hospodářské noviny 13. října 2008)
- „Jasnosti, vy ani já tuto překážku překonávat nebudeme, a proto není důvodu, proč bychom ji měli vyřaditi a někomu ji ulehčovali.“ (Šifra tn.cz / jvl, tn.nova.cz)
- „Pánové, já tento skok už nikdy překonávat nebudu. Tak nevidím důvod, proč bychom jej měli rušit a někomu něco ulehčovat.“ (Martin Prachař, Jiří Jakoubek – Lidové noviny 8. listopadu 2008)

## Taxis v datech
- 1874 – první ročník Velké pardubické steeplechase, valach The Vet jako první kůň dokázal prolézt živým plotem této překážky; dalším dvěma koním se to podařilo až za 78 let, v roce 1952 – Salvator s jezdcem Wernerem a Atom II s jezdcem Kostkou. Do roku 1990 se to nikomu jinému nepovedlo (a patrně se to nepodařilo do roku 2009); následovaly debaty o zrušení příkopu, o jehož zachování se zasadil Egon Thurn-Taxis
- 1875 – nazván „hlavní“ či „oplocený příkop“, dále se užívalo označení „velký příkop“ a „tribunní skok“
- 1877 – po úpravách překážek, které probíhaly v letech 1874 – 1877, byla stanovena jejich definitivní podoba; vzhled Taxisu od té doby zaznamenal pouze kosmetické úpravy a proutěnka byla nahrazena živým plotem
- 1888 – první doložená úprava příkopu již s živým plotem, vysazeným v některém z předchozích let; z této podoby vychází i dnešní vzhled překážky; živý plot nahradil původní představenou proutěnou překážku
- Konec 80. let 19. století – pro „Hlavní příkop“ se hojně užívalo lidové označení „Taxisův příkop“
- 1892 – v tisku byl poprvé označen jako „Taxisův příkop“, místo proutěnky už zde rostl živý plot, vysoký zhruba 120 cm
- 1927 – na Taxisu údajně zahynul první kůň[zdroj?]
- 1928 – diváci u Taxisova příkopu prolomili vojenský kordón a způsobili chaos
- 1929 – upraveny překážky, zvláště Taxis, Irská lavice a Hadí příkop
- 1937 – německý favorit Herold s jezdcem Oskarem Lengnikem padl na Taxisu; Lengnik se zlomenou klíční kostí opět nasedl, dojel třetí a za cílem se zhroutil bolestí a byl převezen do pardubické nemocnice; tento moment pomohl k vítězství klisně Normě pod Latou Brandisovou
- 1946 – po válce oprava překážek a změna kurzu, Taxisův příkop byl od tohoto roku označován při povolených trénincích koní na dráze zákazem skákání (dnes se již označení nepoužívá)
- 1952 – koně Salvator s jezdcem Wernerem a Atom II s jezdcem Kostkou prolezli živý plot Taxisu (poprvé od roku 1874)
- 1964 – nedbale udržovaný živý plot Taxisova příkopu vyrostl na téměř 160 cm
- 1967 – svět oběhla fotografie pádů na Taxisu, v jejímž popředí bylo vidět hrozivé spojení hřebce Barvinoka s jezdcem Smetaninem silonovým lankem (aby kůň po pádu neutekl), od té doby je jakékoliv pevné spojení jezdce s koněm zakázáno
- 1971 – jezdec Kňazík s Nestorem úspěšně doskočil za Taxisem bez otěží v rukou
- 1984 – hromadný pád jedenácti (podle některých pramenů čtrnácti) koní na Taxisu
- 1985 – Taxis se nikdy neskákal v tréninku (s výjimkou sázky před první světovou válkou), v tomto roce to bylo povoleno jezdkyni Kržové s valachem Santosem; skok skončil neúspěšně
- 1992 – demonstranti za práva zvířat vtrhli během Velké pardubické na dráhu; jejich akce byla mimo jiné motivována i neblahou pověstí Taxisova příkopu, přičemž se rozpoutal „boj o Taxis“ – debata o jeho zachování či zrušení
- 1993 – Taxisův příkop byl upraven, živý plot snížen o zhruba 20 cm, příkop zčásti zasypán (ze 200 cm na 100 cm) a úhel doskokové plochy zmírněn.

## Seznam zahynulých koní na Velkém Taxisově příkopu
Na překážce zahynulo k roku 2020 úhrnem 25 koní. Seznam zahrnuje dohledaná jména a ročníky Velkých pardubických. Některé zdroje však udávaly čísla vyšší a stav k roku 2020 by mohl být až 31 koní. Od úprav v letech 1993 a poté 2022 počet významně klesl.
1. Doyen – 9. října 1927[13]
2. Brouk – 14. října 1956[13]
3. Viza – 16. října 1960[13]
4. Div – 11. října 1964[13]
5. Kolar – 11. října 1964[13]
6. Zamyslel – 8. října 1967[13]
7. Blankyt – 12. října 1969[13]
8. Vaga – 12. října 1969[13]
9. Liban – 11. října 1970[13]
10. Bilet – 11. října 1970[13]
11. Kostrava – 10. října 1971[13]
12. Ria – 10. října 1971
13. Sandra II – 11. října 1975[13]
14. Úskok – 9. října 1977[13]
15. Emanuel – 14. října 1984[13]
16. Futbol – 14. října 1984[13]
17. Lozorno – 12. října 1986
18. Torpha – 8. října 1989[13]
19. Gajsan – 8. října 1989[13]
20. Formát – 14. října 1990[13]
21. Pauza – 13. října 1991[14]
22. Cieszymir – 14. října 2007[14], jezdec žokej Marek Stromský
23. Zulejka – 12. října 2014, jezdec žokej Josef Bartoš[15]
24. Vicody – 15. října 2018, jezdec žokej Josef Bartoš[11]
25. Sottovento – 11. října 2020, jezdec žokej Jan Kratochvíl[16]
26. Stuke – 8. října 2023, jezdec žokej Benoit Claudic[17]

## Řekli o Taxisu
- „Taxis je překážka jako každá jiná.“ (Jana Nová)
- „Překážka, kterou dnes nazýváme Taxisův příkop, proslavila Velkou pardubickou snad víc než samotný závod.“ (Miloš Svoboda, historik a dvojnásobný vítěz Velké pardubické)
- „Už jenom jméno Taxis leckoho straší.“ (Pavel Liebich, trojnásobný vítěz Velké pardubické, navíc ve třech letech po sobě)
- „Je nevyzpytatelný.“ (Peter Gehm, čtyřnásobný vítěz Velké pardubické)
- „Jaký že to je pocit skákat přes Taxis? Asi takový, jako když vyskočíte z letadla a neotevře se vám padák.“ (Kamil Kuchovský, čtrnáctinásobný účastník Velké pardubické)
- „Před Taxisem se kůň snižuje, zato heka roste. Pak uvidíš tu díru, pak přijde rána. Pak se probudíš. A za rok tam jdeš znova.“ (Josef Karásek, někdejší překážkový jezdec)
- „To bylo nějakých dramat za ta léta. Vždyť jsem viděl Taxis skákat víc než padesátkrát.“ (Rudolf Deyl starší)
- „Recept na Taxis? Je jednoduchý: pokud možno jděte ve špičce, abyste neskákali blízko jiného koně a zamezili tak srážce nad překážkou nebo za ní. Hlavně mít pořádné tempo! Vím, řekla jsem to jako předpis na vaření, ale opravdu to takhle vypadá. Nejlíp se skáče Taxis v první třetině odleva.“ (Eva Palyzová, ve Velké pardubické získala 2x druhé místo)
- „To, že kůň s jezdcem překonají Taxis, ještě zdaleka nemusí znamenat, že jsou dobří.“ (Pavel Liebich, trojnásobný vítěz Velké pardubické, navíc ve třech letech po sobě)
- „Při letu přes Taxis překoná kůň vzdálenost kolem deseti metrů. Je to fakt let.“ (Josef Váňa, osminásobný vítěz Velké pardubické)
- „Taxisův příkop je mezníkem celého dostihu. Na něm se jezdecké pole roztřídí.“ (Rudolf Deyl starší)
- „Neukázněnost některých jezdců nadělá více zla než obtížnost překážky.“ (Řekl o pádech na Taxisu Pavel Liebich, trojnásobný vítěz Velké pardubické, navíc ve třech letech po sobě)
- „I koně horších skokanských kvalit jsou schopni Taxis dobře skočit, pokud na nich sedí výborní jezdci. Je-li tomu naopak, bývá všechno špatné.“ (Václav Čermák, trenér vítězů Velké pardubické Festivala a Sagara, který vyhrál třikrát po sobě)
- „Taxis je tou největší a nejtěžší překážkou, jakou jsem v životě skákal. A mám obavu, že větší hrůzu než z Taxisu jsem zatím z ničeho neměl.“ (Christopher Collins, anglický amatérský jezdec, vítěz Velké pardubické v roce 1973)
- „Největší problém jsem měl právě na Taxisu, Maskul se před ním odrazil blízko, měli jsme co dělat. Ale situaci jsme zvládli a cesta k mému druhému vítězství v Pardubicích byla otevřená.“ (Peter Gehm, čtyřnásobný vítěz Velké pardubické)
- „Překážky v kurzu Velké pardubické nahánějí hrůzu svou rozmanitostí, ale sama o sobě není žádná nezdolatelná, ani Taxis.“ (George Goring)
- „Překoná-li jezdec Taxis, a překoná-li jej dobře, je to psychologická injekce. Řekne si: to nejhorší mám za sebou.“ (Eva Palyzová, ve Velké pardubické získala 2x druhé místo)
- „Taxis je těžká překážka, ale dá se skočit s ohromným pocitem, alespoň pro mne, velice dobře.“ (Václav Chaloupka, čtyřnásobný vítěz Velké pardubické)
- „Překonat Taxis musí být ohromný pocit.“ (Helmut Eder, rakouský amatérský jezdec)
- „Snad se mi někdy poštěstí skákat Taxis – ale jen s všestranně připraveným koněm.“ (Juan de Cuellar, španělský amatérský jezdec)
- „Je to podivné, ale v šedesátých letech jezdci nepřikládali Taxisu takovou důležitost jako Velkému vodnímu příkopu. Tam jich ztroskotávalo víc.“ (Rudolf Deyl starší)
- „Odmítám názor, že Taxis je pohřebištěm koní. Zkušený jezdec a dobře připravený kůň, který umí skákat, si s Taxisem poradí.“ (Josef Váňa, osminásobný vítěz Velké pardubické)